# Eli Coleman
Eli Coleman est un sexologue américain. Il est le directeur de Program in Human Sexuality à l'Université du Minnesota, et professeur au département de médecine familiale et santé communautaire. En 2007, il a été nommé titulaire de la chaire sur la santé sexuelle à la faculté de médecine du Minnesota. Il a publié des études sur l'orientation sexuelle, la dysfonction sexuelle et l'addiction sexuelle, la dysphorie de genre, et les délinquants sexuels.

## Appartenance à des sociétés scientifiques
Coleman est le fondateur et actuel rédacteur en chef de l'International Journal of Sexual Health (anciennement le Journal of Psychology and Human Sexuality). Il fut également le fondateur et le rédacteur en chef de l'International Journal of Transgenderism,.
Il est l'un des anciens présidents de la Society for the Scientific Study of Sexuality, de l'Association professionnelle mondiale pour la santé des personnes transgenres, la World Association for Sexual Health, et de l'International Academy of Sex Research. En 2013, il est devenu président de la Society for Sex Therapy and Research.

## Points de vue
Concernant la dépendance sexuelle, Coleman a dit : « je pense que le terme « dépendance » est galvaudé et implique que tous les excès comportementaux peuvent être expliqués par un mécanisme similaire. Ce que nous savons au sujet de l'alcool et de la drogue ne peut pas simplement être transféré à d'autres comportements d'excès. Le sexe est une base de l'appétence conduisant certaines personnes devenir hors de contrôle pour diverses raisons. Pour certains, c'est un problème de contrôle des impulsions. Pour d'autres, il est plus question d'obsession. Pour d'autres encore, c'est comme une contrainte. Et pour les autres, c'est une partie de leur structure de la personnalité, et elle n'a rien à voir avec le contrôle des impulsions, des obsessions ou des compulsions ».

## Publications
Voici certains de ses articles :
- Coleman, E. « Developmental Stages of the Coming Out Process ». Journal of Homosexuality 7(2/3):31—43, 1981/82.
- Coleman, E. « Bisexual Women and Lesbians in Heterosexual Marriage ». Journal of Homosexuality 11:87-113, 1985.
- Coleman, E., « Sexual Compulsion vs. Sexual Addiction: The Debate Continues », SIECUS Report, ProQuest Academic Research Library, vol. 14, no 6,‎ juillet 1986, p. 7–11 (lire en ligne, consulté le 15 octobre 2012)
- Coleman, E. « Bisexuality: Challenging Our Understanding of Human Sexuality and Sexual Orientation ». In Shelp. E.E. (ed.). Sexuality and Medicine, Vol. 1. p. 225–242. New York: Reidel Publishing, 1987.
- Coleman, E. and Bockting, W. O. Heterosexual « Prior to Sex Reassignment – « Homosexual » Afterwards: A Case Study of a Female-to-Male Transsexual ». Archives of Sexual Behavior 1(2): 69–82, 1988.
- (en) Sexual Compulsivity: Definition, Etiology and Treatment Considerations, 8 juin 1988
- (en) Sexual Compulsivity: Definition, Etiology and Treatment Considerations, 23 novembre 1988
- Coleman, E. and Bockting, W. O. « A Comment on the Concept of Transhomosexuality, or the Dissociation of the Meaning ». Archives of Sexual Behavior 20(4): 419–21, 1991.
- Coleman, E., Bockting, W. O. and Gooren, L. « Homosexual and Bisexual Identity in Sex-Reassigned Female to Male Transsexuals ». Archives of Sexual Behavior 22(1): 37–50, 1993.
- (en) Chapter 28. Impulsive/compulsive sexual behavior: Assessment and treatment, New York
- Satcher D, Hook EW, III, Coleman E. Sexual Health in America: Improving Patient Care and Public Health. JAMA. 2015;314(8):765-766. doi:10.1001/jama.2015.6831.